# Фалпий
Фалпий (Талпий, др.-греч. Θάλπιος) — один из героев Илиады. Родом из Элиды. Сын Еврита и Ферефоны. Жених Елены. Участник Троянской войны. Привёл под Трою 10 кораблей. Сидел в троянском коне.